# Maria Alves (atriz portuguesa)
Maria Alves (Campanhã, 1897 – Lisboa, 31 de março de 1926) foi uma atriz portuguesa dos inícios do século XX que foi barbaramente assassinada em Lisboa. O seu assassinato teve uma enorme projeção mediática na época.

## Vida profissional
Maria Alves, mais tarde considerada uma diva do Parque Mayer, nasceu em Campanhã, no Porto, em 1897, e cresceu com vontade de ser atriz. Estreou-se no Teatro Carlos Alberto no Porto, mas mudou-se para a capital em 1916, onde encontrou papéis como corista nos teatros do Parque Mayer, passando a atuar no Éden Teatro e no Teatro Apolo. O empresário Augusto Gomes viu no seu potencial como estrela e contratou-a para a sua empresa, A Portugália, com a qual percorreu Espanha, França, Marrocos e Brasil. De volta a Lisboa, ela aproveitaria o sucesso da sua digressão e tornar-se-ia a protagonista de espetáculos de variedades no Parque Mayer.
No final de 1925 aceitou o convite para passar o inverno de 1925-26 no Porto. Oscar Ribeiro, diretor do Teatro Águia d'Ouro, havia-lhe prometido uma grande quantia por três meses de espetáculos. Regressou a Lisboa no final de março, preocupada por ainda não ter recebido a última prestação do contrato. Queria que a filha, que vivia no Porto, se juntasse a ela em Lisboa, mas precisava de dinheiro para isso. Ela também teve um filho.

## Assassinato
O corpo de Maria Alves foi encontrado na madrugada de 31 de março de 1926 na esquina da rua Francisco Foreiro com o Regueirão dos Anjos, paralela à Avenida Almirante Reis. Tinha vários arranhões e equimoses, bem como três contusões, uma no tórax e duas no ventre, e outras de menor dimensão nas pernas. O seu casaco, bolsa e joias foram levados e o seu vestido estava rasgado nas pernas e no decote. Inicialmente, a polícia concluiu que ela tinha sido vítima de um assalto mas Reinaldo Ferreira, conhecido como Repórter X e jornalista do jornal O Século, que a conhecia bem, pensava o contrário. Sem nomear quem pensava ser o culpado, ele apontou um romance policial, intitulado El Mistério del Kursall, do escritor espanhol José Francés, que ficou conhecido como o espanhol Conan Doyle. Nesse romance foi o amante da estrela quem a assassinou.
Maria Alves foi sepultada no Cemitério dos Prazeres. O seu cortejo fúnebre foi atrasado duas horas devido ao número de pessoas que queriam participar. Entretanto, outro jornalista, António Ferro, que trabalhava no Diário de Notícias, e que mais tarde viria a ser chefe de propaganda da ditadura do Estado Novo em Portugal, começou a fazer as suas próprias investigações. Concluiu que Maria não poderia ter sido assassinada no local em que seu corpo foi encontrado pois os moradores não ouviram nenhum barulho nessa noite. As suspeitas recaíram sobre o empresário dela, Augusto Gomes. Ferro descobriu que os dois eram amantes, que Maria se queixava dos seus ataques de ciúmes e que já a tinha agredido anteriormente.
Ferro publicou suas alegações em 11 de abril de 1926. Foi então informado por um vizinho de Gomes, o capitão da marinha João Luís Monteiro, que tinha visto um táxi na madrugada de 31 de março com Gomes e uma mulher inanimada no interior. O Diário de Notícias publicou a história e Gomes foi preso. O vizinho havia identificado o táxi como um Citroën. Como naquela época existiam poucos táxis desta marca em Lisboa, foi fácil identificar o motorista, que acabou por ser João Fernandes, um conhecido de Gomes. O número do seu táxi era 9237 e o caso rapidamente ficou conhecido como "O Caso do Táxi 9237".
O taxista confessou que, na noite anterior ao assassinato, Gomes pediu a João Fernandes para que estivesse à meia-noite e meia do dia seguinte junto ao Maria Vitória, do outro lado da Avenida da Liberdade, com as cortinas corridas. Ele, pensando tratar-se de mais um namorico do empresário, acedeu ao pedido. Na noite de 31 de março, o táxi passou junto ao casal com o sinal de livre ligado e Gomes fez-lhe sinal. Ao início, Fernandes ouvia risos e depois o som dos corpos em movimento. Achando que estes tinham feito do assento cama, Fernandes continuou a viagem, até que Gomes bate no vidro gritando para parar. Gomes saiu do táxi e sentou-se no banco da frente, junto a Fernandes, ao qual confessou que tinha estrangulado Maria. Fernandes congelou e Gomes disse que lhe tinha rasgado o vestido e tirado os ornamentos para simular um roubo. Disse-lhe ainda para deixar o cadáver junto à casa de Maria. Miquelina, a mulher de Gomes, admitiu que Gomes lhe tinha contado o sucedido e entregou-lhe o casaco e as joias de Maria para que ela os guardasse, mas disse que não contou a ninguém porque “ele é o pai dos meus filhos”.
Após as declarações do taxista, Gomes assumiu a culpa. Em sua defesa, Gomes afirmou que Maria lhe tinha contado que teve um caso enquanto estava no Porto com Carlos Alves, um empresário de Fafe. Essa revelação levou-o a fazer "o que um homem de honra faz sempre". As marcas no cadáver de Maria mostram ter havido resistência por parte da atriz, mas Gomes era mais forte. Augusto Gomes foi condenado a oito anos de prisão efetiva e a doze anos de degredo, por homicídio premeditado. O taxista João Fernandes foi condenado a seis anos de prisão com dois de pena suspensa, por cumplicidade.

## Na cultura popular
Em 1927, o Repórter X, o jornalista que primeiro insinuou o envolvimento de Gomes, realizou o filme O Táxi N.º 9297 nos estúdios Invicta Film, no Porto. Recebeu aclamação da crítica e do grande público. O Repórter X adaptou então o enredo para o teatro e depois adaptou ainda mais a história para um romance policial, O Táxi da Morte, que foi publicado no Domingo Ilustrado e republicado em 2019. O filme foi restaurado pela Cinemateca Portuguesa e exibido no Festival de Cinema Lumière em Lyon, França, em 2018.